# Första Långgatan
Första Långgatan är en cirka 680 meter lång gata i Masthugget i Göteborg. Det var den första av långgatorna (1 - 4), och den fick sitt namn 1883. Tidigare hette sträckningen Smala Vägen. Första Långgatan sträcker sig mellan Järntorget och Johannesplatsen.

## Byggnader
- Första Långgatan 17 - HB Elof Hanssons hus. Fastigheten i sex våningar uppfördes 1984-86 med en våningsyta på 6 700 kvadratmeter. Arkitekt var Semréns Arkitektkontor och byggkostnaden uppgick till 60 miljoner kronor.[3]
- Första Långgatan 22 - Wilson & Co. Huset i nio våningar invigdes den 12 januari 1961 av generalkonsulinnan Adine Kjellberg, och hade då kostat 3 miljoner kronor, inklusive tomt. Arkitekter var Jan Steen och Bert Dahlberg, och byggherre F.O. Peterson & söner. Den 26 meter höga, 22 meter långa och 15 meter breda byggnaden bars upp av åtta pelare. Byggnaden uppfördes med bärande stomme av armerad betong, grundlagd på 30 meter långa kohesionspålar. Kontorsbyggnaden hade en byggnadsvolym av 9 200 kvadratmeter och varje våningsplan har en area av 330 kvadratmeter. Byggnaden uppfördes i en källarvåning samt 9 våningar ovan mark, varav den översta var indragen från gatufasaden, så att man där fick en altan med vidsträckt utsikt över Göteborgs hamn. Fasaderna utfördes av prefabricerade aluminiumelement av helsvensk tillverkning. Aluminiumet i fasadpartier var eloxiderat till 25 my. Samtliga utvändiga fönster bestod av isolerglas, bröstningarna under dessa fönster täcktes med härdat fasadglas. Wilson-kontoren tog upp två och en halv våning i komplexet.[4][5]